# Josef Spitzeder
Pour les articles homonymes, voir Spitzeder.
Johann Josef Spitzeder, né c. 1795 et mort le 13 décembre 1832, est un acteur et chanteur allemand. Artiste populaire à part entière, il est aujourd'hui surtout connu pour être le père de l'actrice Adele Spitzeder.

## Biographie
L'année de naissance de Josef Spitzeder n'est pas certaine. Selon l'Österreichisches Biographisches Lexikon 1815–1950, il est né le 2 septembre 1794 à Bonn. Son entrée dans l'Allgemeine Deutsche Biographie cite une source contemporaine selon laquelle il serait né en 1795, également à Bonn , tandis que le Directory of German Biography donne son année de naissance en 1796 et son lieu de naissance à Cassel . Il est le fils du chanteur et acteur Johann Baptist Spitzeder (1764-1842), né de son mariage avec Agnes née Klein.
Il est instruit par Joseph Weigl à Vienne où il fait ses débuts en tant que chanteur d'opéra en 1816,. Cette même année 1816, il épouse Henriette Spitzeder (née Schüler), une soprano talentueuse. Tous deux sont embauchés ensemble en 1819 pour jouer au Theater an der Wien où Josef Spitzeder excellait dans les rôles d'opera buffa,. Le couple est engagé par le Königsstädtisches Theater à Berlin en 1824. Après la mort de sa première femme pendant l'accouchement en 1828, il épouse la chanteuse d'opéra Betty Vio. Josef Spitzeder meurt le 13 décembre 1832 à Munich, peu de temps après avoir été appelé à travailler à l'opéra d'État de Bavière,.